# Ansitz Hurlach

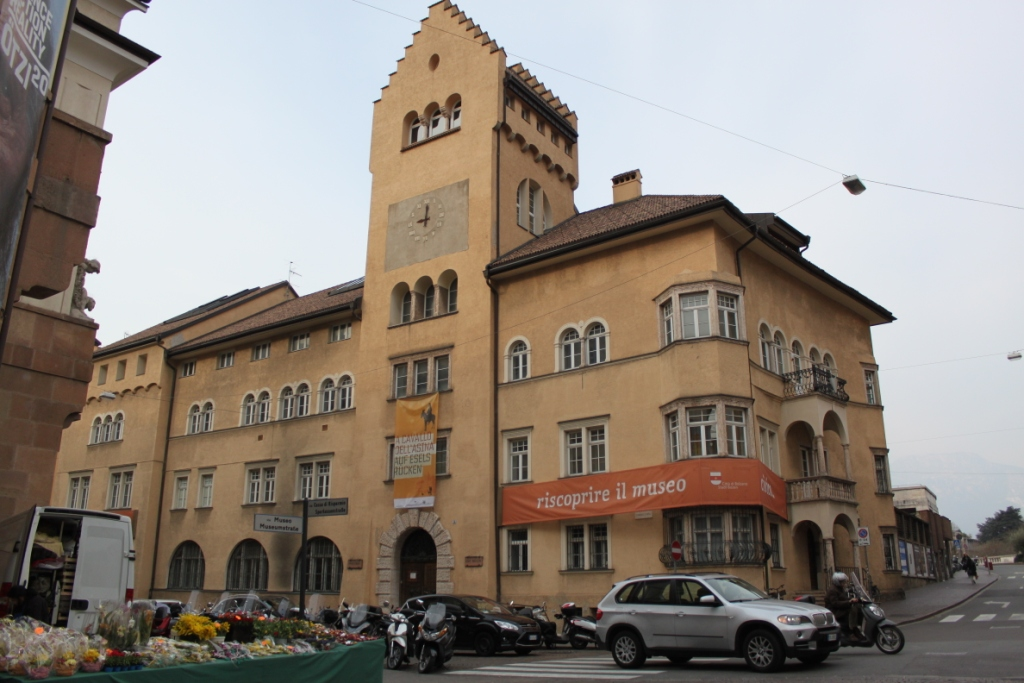
Das Stadtmuseum Bozen an Stelle des demolierten Ansitzes Hurlach

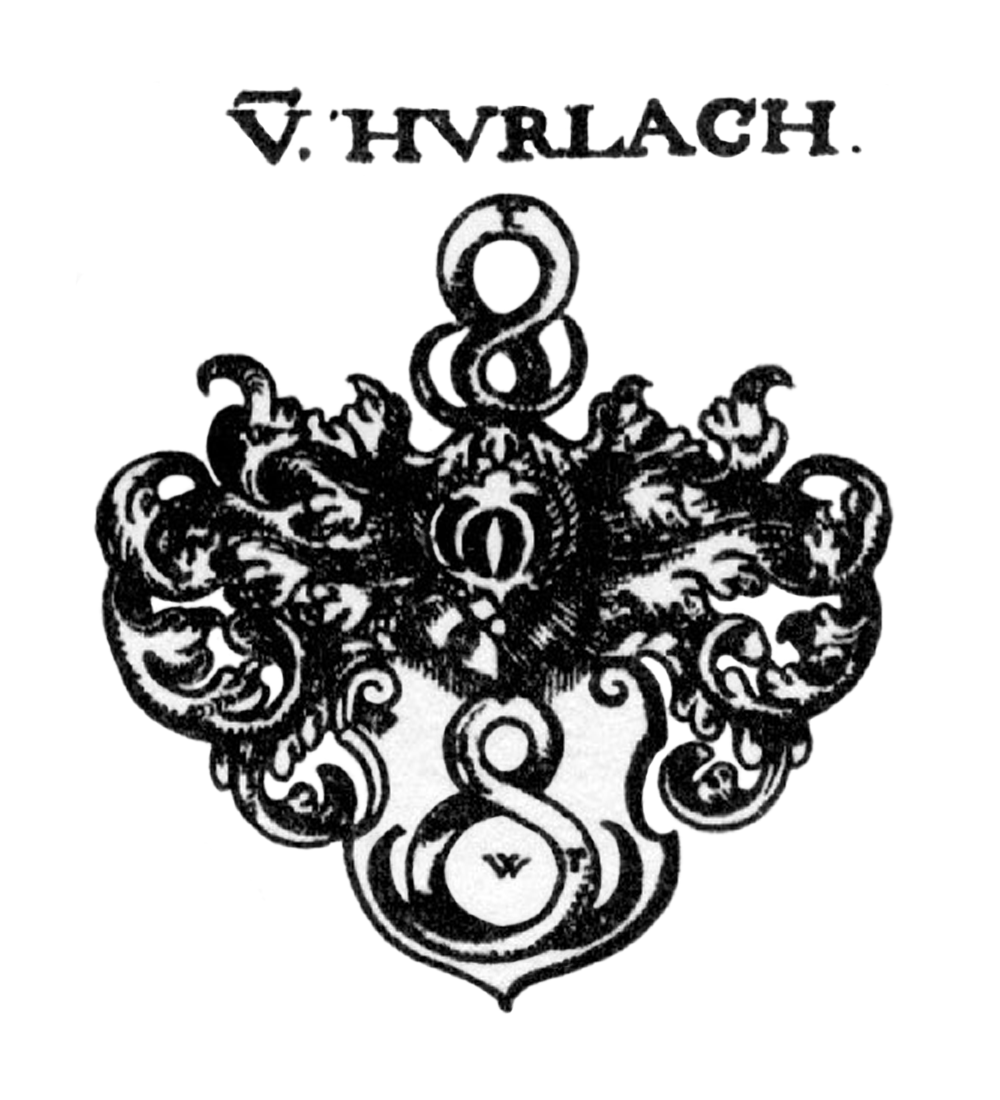
Wappen derer von Hurlach im Siebmacher

Der Ansitz Hurlach war ein Edelsitz in Bozen, der in den 1890er Jahren für den Bau des Stadtmuseums Bozen abgerissen wurde.

## Geschichte
Der Edelsitz stand in der Nähe der Talferbrücke, gegenüber dem Zoll, am Ende der früheren Fleischgasse (der jetzigen Museumstraße); er trug seinen Namen von der gleichnamigen Örtlichkeit, die 1305 als contrata dicta Hurlache (Hurlach-Gasse) urkundlich bezeugt ist. Über das seit 1265 beurkundete Geschlecht der Edlen von Hurlach berichtete Franz Adam Graf von Brandis folgendes: 
„† Edle von Hurlach / vor 400. Jahren guete Edl-Leuth zu Botzen / auß dennen An. 1269. Berchtold Ritter von Hurlach zu ainer Verbrieffung so Graff Meinhardus zu Tirol gefertigt / als Zeug berueffen worden / Bernhardus der letzte hat An. 1372. das Jrdisch verlassen.“
Nachdem der letzte männliche Spross Jakob von Hurlach Ende des 14. Jahrhunderts starb, besaß das Anwesen 1533 Stephan Waffner aus Klausen. Wahrscheinlich ist darauf eine Namensänderung der Familie zu Hurlach erfolgt. Am 15. Dezember 1567 erhielt der Zöllner an der Talfer in Bozen Christoph Hurlach die Adelsfreiheit und ein vermehrtes Wappen. Später vererbte der kinderlose Hans Hurlach den Besitz an seinen Vetter David Waffner, welcher am 29. Oktober 1609 die erneute Adelsfreiheit auf den Sitz erhielt, sowie die Erlaubnis sich „von und zu Hurlach“ nennen zu dürfen. 1656 veräußerten Franz Waffners Erben Hurlach an Ferdinand von Wiesenegg. Nachfolgend nannte sich auch diese Familie „von Hurlach“ und nahm deren Wappen als Herzschild in ihr eigenes auf. Anfang des 19. Jahrhunderts erfolgte ein Umbau, des im Kern spätmittelalterlichen Anwesens. In den 1890er Jahren kaufte die Sparkasse Bozen den Ansitz und riss ihn für den Bau eines neuen Straßenzuges, der repräsentativen Sparkassenstraße, ab. An der Stelle wurde anschließend das Stadtmuseum Bozen gebaut, dessen Kellerbereich noch auf den Ansitz Hurlach zurückzuführen ist.